# Skaj

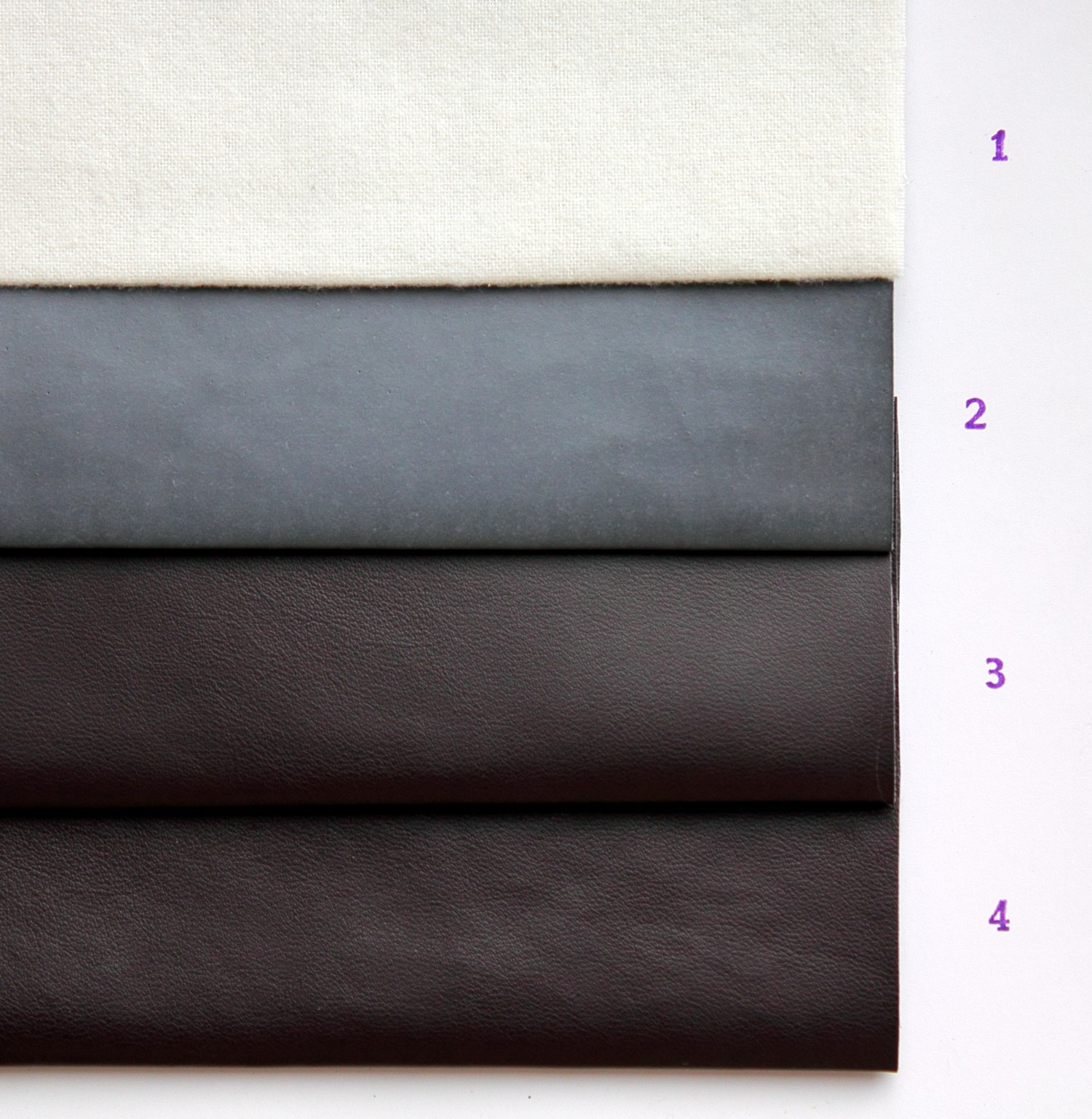
Etapy produkcji skaju poliuretanowego:
1. tkanina bazowa
2. nałożenie powłoki poliuretanowej
3. nałożenie powłoki kolorowej
4. dodanie fakturowanego wykończenia

Skaj, skay – materiał będący imitacją skóry naturalnej. Jest to tkanina poliestrowa pokryta warstwą plastyfikowanego polichlorku winylu lub poliuretanu o fakturze przypominającej skórę zwierzęcą. 
Materiał ten stosuje się w pokryciach tapicerskich, głównie ze względu na niższą cenę w porównaniu do prawdziwej skóry, jak również do wyrobu galanterii, ubrań, obuwia, okładek książek. 
Skaj jest nieprzemakalny, co sprawia, że w niektórych zastosowaniach ma przewagę nad skórą naturalną. Jego wadą jest, że nie przepuszcza powietrza (może powodować pocenie).